# ليون بوتا
ليون بوتا (بالإنجليزية: Leon Botha)‏ هو رسام ومغني ودي جيه جنوب أفريقي، ولد في 4 يونيو 1985 في كيب تاون في جنوب أفريقيا، وتوفي بنفس المكان في 5 يونيو 2011 بسبب شيخوخة مبكرة.

## وصلات خارجية
- ليون بوتا على موقع ميوزك برينز (الإنجليزية)